# いっぷく!
『いっぷく!』は、TBS系列（JNN）で2014年3月31日から2015年3月27日まで平日（月曜から金曜）の8:00 - 9:55（JST）に生放送されていた情報番組である。

## 概要

### 開始まで
TBSでは1996年秋、「TBSビデオ問題」の発生を受け、ワイドショー休止（後に再開）を発表、このクールで『モーニングEye』に代わって開始した生活情報番組『はなまるマーケット』は芸能関連の話題や（生活情報に直結しない）時事問題を扱わない方針を番組終了まで貫いていた。
『はなまるマーケット』は時事・芸能中心のワイドショーが並ぶ中での「生活情報番組」という番組カラーもあって高視聴率を誇ってきたが、2010年春にNHKが総合テレビで『あさイチ』を開始してからは苦戦を強いられるようになった（他の民放各局が8:00から放送するワイドショーに対しても劣勢となる）。このことなどが原因で『はなまるマーケット』は2014年3月28日を以って終了した。
そして、『はなまるマーケット』に代わって当番組を開始。『はなまるマーケット』から受け継いだ要素もある一方、幾つかの変更点も見られた（後述）。『はなまるマーケット』からスタッフ陣が大きく変わっている。
『モーニングジャンボ奥さま8時半です』『森本毅郎さわやかワイド』『（森本ワイド）モーニングEye』『はなまるマーケット』とは違い、有名人・芸能人については当番組以降から呼び捨てとなった。『3時にあいましょう』などを制作協力していたTBSビジョン＝TBS‐Ⅴ（現在のTBSスパークル）が当番組以降から制作協力に加わった。

### 放送内容
視聴者が1日ハッピーでいられるような生活情報を発信することをコンセプトに据える生放送の情報番組。前身番組『はなまるマーケット』から生活情報企画、料理コーナー、ゲストをスタジオに招いてのトークコーナーを発展させる 一方で、ワイドショーのような芸能・時事・スポーツ関連のニュースを扱うコーナーや、国内外からの中継コーナーを独自に設ける。また、視聴者との双方向による番組作りを目指すべく、LINE上に公式アカウントを設置。このアカウントを通じて番組情報を配信するとともに、視聴者からのメッセージを受け付ける（LINEでの投稿方法はデータ放送で紹介）。その一方で、Facebook上にも公式アカウントを開設。一部のコーナーでは、公式サイトで視聴者からの投稿を募っている。
『はなまるマーケット』同様、8時台の部分はライオン一社提供 で、途中で生コマーシャルが挿入される。ただし、本番組からは生放送ではなく事前に収録された生コマーシャルを放送するようになった。
なお、『はなまるマーケット』までのモノラル放送（モノステレオ放送）から一転して、当番組ではステレオ放送を実施。
2014年8月12日（火曜日）から 8月15日（金曜日）までの放送では、日本のテレビ番組で初めて、「ななつ星 in 九州」（JR九州が九州圏内の路線で運行中のクルーズトレイン）車内からの独占生中継を実施。TBS出身のフリーアナウンサー・吉川美代子と、レギュラーの杉山真也（TBSアナウンサー）が、博多駅発着分の「3泊4日コース」に沿って連日リポートを送っていた。
2014年9月29日（月曜日）より前半の約45分間をニュース情報パート、以降から終了までを従来のコーナーや生活情報コーナーとの構成に変更する。国分はスーツ姿での出演となる。また、岩下と『いっぷく!』ファミリーの出演者は、8時台のニュース情報パートへは出演せず、代わりに日替わりで専門家や有識者などのコメンテーター2名が出演する。

### 出演者
総合司会には、国分太一（TOKIO）を起用。国分が帯番組の司会を担当するのは初めてである。「ハコちゃん」という愛称で知られる作家の岩下尚史が、レギュラーコメンテーターを務める。
さらに、上記の3名に加えて、「『いっぷく!』ファミリー」と称する著名人のパーソナリティを曜日別に配置。水曜日の「ファミリー」には、2013年12月に競泳の第一線から退くことを表明した寺川綾（2012年ロンドンオリンピックの女子100m背泳および、2013年世界水泳バルセロナ女子50m・100m背泳種目銅メダリスト）を起用する。寺川にとっては、テレビ・ラジオを含めて、当番組が自身初のレギュラー番組になる。その一方で、ジャニーズ事務所で国分の後輩に当たる増田貴久（NEWS）が、男性では唯一の「ファミリー」として月曜日にレギュラーで出演する。なお寺川は、2014年4月23日（水曜日）放送分のオープニングで、自身と同じ元競泳選手・細川大輔との結婚および懐妊（妊娠5か月）を発表。同年7月30日放送分への出演を最後に産前産後休暇に入ったため、8月6日放送分からは水曜日の「ファミリー」を久保田磨希に交代している。
国分を起用した当番組の開始が発表された当時、この影響を受ける形で『あさイチ』で当時メインキャスターを務めていた井ノ原快彦（V6）・有働由美子（当時NHKアナウンサー）が2014年3月を以って降板するとの報道もあった。しかしこれは実現とならず、当番組開始後、当番組と『あさイチ』では局の垣根を越えて互いに番組内でエールを送り合う場面が多々見られた（『ビビット』になってからも同様の場面があった）。

### 番組編成
TBS系列では2005年春改編から、5:30 - 8:30 に『みのもんたの朝ズバッ!→朝ズバッ!』、8:30 - 9:55に『はなまるマーケット』を編成してきた。しかしTBSでは、2014年春改編で両番組を終了させると共に、『朝ズバッ!』の後継番組『あさチャン!』の終了時刻を8:00に設定。その関係で、当番組には8:00 - 9:55の時間帯に基本放送枠を編成する。このような編成の背景には、同時間帯で高視聴率を維持しているNHK総合テレビ『連続テレビ小説』・『あさイチ』および、8:00から放送を開始している民放他局のワイドショーへの対策などが挙げられている。

### 視聴率の低迷・1年で終了
関東地区では、初回に3.7%（民放4位）を記録。以後も裏番組との競合が続く影響で、1 - 3%台で推移していた。2014年4月23日放送分では1.3%を記録、同時に番組史上初めて同時間帯の民放最下位になった。この視聴率は、最低記録である。この後も同時間帯の民放最下位を幾度か記録した。
これに対して、当番組では、もっぱらLINEで受け付けてきた視聴者からのメッセージを電子メールでも投稿できるように変更。さらに、一部コーナーのリニューアルや、「いっぷく!スペシャルウィーク」（後述）の開催などで事態の打開を図っている。同年6月30日放送分からは、ファックスによるメッセージの受付も開始した。
しかしそれでも視聴率の改善は見られず、この影響で2015年3月27日を以って終了となった。翌週の同年3月30日よりタイトル変更・内容大幅リニューアル（本格ワイドショーに転換）となる後継番組『白熱ライブ ビビット』（2017年4月3日からは『ビビット』に改題、2019年9月27日終了）を開始。番組終了時点での出演者のうち、総合司会の国分・アシスタントの吉田（吉田はコーナー担当として）と曜日レギュラーの大久保は同番組に続投となった。
前番組『はなまるマーケット』および当番組は生活情報番組（情報番組）として放送されたが、『ビビット』→『グッとラック!』は『モーニングEye』以来となるワイドショーとして放送。しかし、ワイドショー路線復活後も低視聴率が続いたため、2021年春の『グッとラック!』終了後、当番組以来で『はなまるマーケット』をモデルとした新生活情報番組『ラヴィット!』に切り替えた。

## 出演者

### 総合司会
- 国分太一（TOKIO、番組開始 - 番組終了）
2014年6月11日（水曜日）から17日（火曜日）までは、2014 FIFAワールドカップの開催地・ブラジルを取材していた関係[25] で休演。休演中は、以下のTOKIOメンバーが「スペシャルMC」を務めた。
  - 2014年6月11日・12日：松岡昌宏（TOKIO）
  - 2014年6月13日・16日・17日：城島茂（TOKIO）(16日に、ゴチ15の収録には長瀬智也が参加した)
- 岩下尚史（作家、番組内での呼称は「ハコちゃん」）
毎日出演[4]。ただし、他のスケジュールとの兼ね合いで、最後まで出演しない日もある。2014年9月29日からはほぼ9時以降の出演となっていたが、11月後半からは前半パートから出演している。

### アシスタント
※いずれも当時TBSアナウンサー。
- 枡田絵理奈（番組開始 - 2014年12月29日）
当番組の開始前に同局で放送されていた『世界のみんなに聞いてみた』でも、国分のアシスタントを担当。当番組ではコーナーに応じて、タブレットを携えながら進行していた。その一方で、曜日・時間帯を問わずスポーツ関連の生中継・番組で進行役を務める機会も多いため、他の出演番組との兼ね合いで途中から登場することがあった（後述）。
- 吉田明世（2015年1月5日 - 番組終了）
前番組『朝ズバッ!』から続投。
2014年12月29日までは毎日出演のレギュラー。2015年1月5日から2代目アシスタントに昇格。

### 『いっぷく!』ファミリー（曜日パーソナリティー）
- 月曜日
  - 江口ともみ（タレント、2014年9月29日 - 番組終了）、吉川美代子（フリーアナウンサー、2014年9月29日 - [注釈 5] 番組終了）

吉川は『朝ズバッ!』シリーズの最終コメンテーター（金曜日担当）を務めた後に、2014年5月31日付でTBSを定年退職。退職の直前から「いっとく!」の散策ロケに登場しているほか、「ななつ星」からの中継（前述）では、車中および停車地でのリポートを担当。
- 火曜日
  - 渡瀬マキ[注釈 6]（LINDBERG・シンガーソングライター、2014年4月1日 - 9月23日）
  - アンミカ（モデル・タレント、2014年9月30日 - 番組終了）、小川菜摘（タレント、2014年9月30日 - 番組終了）
- 水曜日
  - 寺川綾（元水泳選手、2014年4月2日 - 7月30日[注釈 7]）
  - 久保田磨希[注釈 8]（女優、2014年8月6日 - 番組終了）
- 木曜日
  - 黒田知永子（ファッションモデル・タレント、番組内での呼称は「チコさん」）

2014年7月3日放送分では、『朝ズバッ!』シリーズのコメンテーターだった八塩圭子（フリーアナウンサー）が、黒田の代役扱いで全編にわたって出演した。
- 金曜日
  - 大久保佳代子[注釈 9]（オアシズ・タレント、2014年4月4日 - 番組終了）、増田貴久（NEWS、番組内での呼称は「まっすー」、2014年10月10日 [注釈 10] - ）

放送日によっては、上記の「ファミリー」に加えて、吉川（または女性タレント・女優から日替わりで1名がゲストとして）が「いっぷく!トーク」「JNN NEWS」以外の全編にわたって出演することがある。

### お天気キャスター
- 根本美緒[注釈 11]（気象予報士、番組内での呼称は「ねもっち」）
  - 2014年8月11日（月曜日）から15日（金曜日）までは、根本に代わって森田正光が担当している。

### 8時台ニュースパートコメンテーター
- 杉尾秀哉（月曜日・水曜日：TBS報道局 解説室長）
- 井筒和幸（月曜日：映画監督）
- 潟永秀一郎（火曜日：サンデー毎日編集長）
- 元村有希子（隔週木曜日：毎日新聞東京本社デジタル報道センター編集委員）
- 龍崎孝（木曜日（隔週）・金曜日：TBS報道局解説委員）

### 曜日レギュラー・担当キャスター・リポーターほか
- 奥平邦彦（2014年9月29日 - 番組終了）
『あさチャン!』から転入。主にニュース・報道を担当。
- 竹島久美子（2014年7月 - 番組終了）
2014年9月までは水曜の「いっぷく知恵袋 知恵ぷく!」調査員。
- 児玉理恵（2014年9月29日 - 番組終了）
- 米田やすみ（2014年9月29日 - 番組終了）
児玉・米田はそれぞれ『はなまるマーケット』『朝ズバッ!』に出演経験あり。
- 小山薫堂（「いっぷく!姉妹都市」プロデューサー兼いっぷく!大使（リポーター））
- マイケル・リーヴァス （「ぷくトピ おかわり」ナビゲーター、番組内での呼称は「マイケル」、番組開始 - 2014年9月26日）
番組開始から2014年6月26日までは、生中継コーナーの「やきたてっ! ぷくパン」でリポーターを担当。

※以下の人物は、出演時点でTBSのアナウンサー。
- 山内あゆ（番組開始 - 2014年9月23日、「いっトク!」・「いっぷくクリニック」・「おでかけ福ナビ」担当）
『はなまるマーケット』金曜の進行担当からの続投扱いで、当初は同曜日放送の「おでかけ福ナビ」にのみ出演していた。『Nスタ』と兼務。
- 林みなほ（番組開始 - 2014年9月23日、「いっトク!」担当）
2014年6月までは、水曜日に放送されていた「いっぷくスタイル」のスタジオ進行と兼務[29]。
- 赤荻歩（毎日出演：「ぷくトピ」・「最新のニュース」担当）
スタジオを離れて、生中継でリポートを担当することもある。『Nスタ』と兼務。
- 杉山真也（「ぷくトピ」・「いっトク!」・「最新のニュース」担当） 
「ななつ星」からの中継（前述）では、車中・停車地でのリポートと周辺取材を担当。

赤荻・杉山が出演する日には、いずれか1名が「最新のニュース」のキャスターを務める（基本として赤荻が担当）。2014年9月26日までの「いっとく!」については、担当曜日を固定せず、杉山・林みなほ・山内あゆから少なくとも1名がリポーターとスタジオ進行役を兼ねていた。
- 小倉弘子（2015年1月5日 - 番組終了）、月曜日「Oh! 悩み〜つ!」担当）
- 笹川友里（2015年1月6日 - 番組終了）、火曜日「いっぷくクリニック」担当）
- 小林由未子（2015年1月8日 - 番組終了）、木曜日「出張! 極ウマ料理人」担当）

上記の3人は吉田のアシスタント昇格に伴い、新たに起用。
以下の人物は現役のファッションモデルで、「いっぷくスタイル」のナビゲーターを週替わりで担当（VTR出演）。
- 堂珍敦子
- 中島はるみ
- 春香
- 牧野紗弥

以下は「いっぷく!姉妹都市大使代理」へ任命されたTBS系列局所属のアナウンサーで、「いっぷく!姉妹都市」を放送する場合にのみ、取材VTRやスタジオへ出演。
- 柿木綾乃（当時RKKアナウンサー：熊本県菊池市担当）[30]
- 前田阿希子（当時MBSアナウンサー：和歌山県田辺市担当）[31]

## タイムテーブル
- 2014年8月4日以降の放送内容を基に作成。時刻は目安で、放送日によってはコーナーの放送順を入れ替えることがある。

| 時刻   | コーナー                                    | 備考 |
| ------ | ------------------------------------------- | --- |
| 8:00   | オープニング・ぷくトピ                      | 前座番組『あさチャン!』からステブレレスで接続。 |
| 8:25頃 | ぷく天（8時台）                             | |
| 8:35頃 | ぷくトピ おかわり                           | |
| 8:40頃 | いっぷく!ザ・ワールド（水曜日・金曜日のみ） | 放送がない日は「ぷくトピ」を延長。 |
| 8:45頃 | いっトク!                                   | |
| 9:00頃 | 日替わり企画                                | （月曜日）NEWS増田貴久の弟子にして下さい! （火曜日）いっぷくクリニック （水曜日）いっぷく知恵袋 知恵ぷく! （木曜日）まんぷくキッチン （金曜日）おでかけ福ナビ |
| 9:15頃 | いっぷく!トーク                             | |
| 9:35頃 | 岩下的 歳時記                               | |
| 9:40頃 | ぷく天（9時台）                             | |
| 9:45頃 | 最新のニュース                              | JNN協定発動 |
| 9:48頃 | 福だめし                                    | |
| 9:51頃 | エンディング・今日のNo.1メッセージ発表      | |
| 9:53   | 放送終了                                    | |

## 主なコーナー
大半のコーナーには、番組タイトル（いっぷく）や、その一部の言葉をタイトルに組み込んでいる（『あさチャン!』も同様）。また、スタジオの片隅には、LINEで受け付けたメッセージを表示するための縦型モニターを設置。スタジオの中央に置かれたメインモニターは、スマートフォンのように、手を水平の方向に振ると画面がその方向で切り替わるようになっている。

### 全曜日共通のコーナー
- ぷくトピ（PUKUTOPI）→「国分太一、いざニュースへ!」
  - 最新のニュースや話題を掘り下げて紹介するコーナーで、コーナータイトルは「いっぷく!トピックス（IPPUKU TOPIX）」の略称。放送日やテーマによっては、専門家・有識者（佐々木かをりなど）・TBS報道局の幹部（『朝ズバッ!』のコメンテーターだった杉尾秀哉など）によるスタジオ解説を交えたり、番組スタッフやJNN系列局所属の記者が取材や生中継リポートを担当したりすることがある。
  - 当初は赤荻・吉田・杉山が日替わりで進行。『はなまるマーケット』であまり取り上げなかったエンタメ関連の情報も、当コーナーで伝えていた。2014年6月30日以降の放送では、国分との共同進行へ変更。当日発行の全国紙・スポーツ紙の注目記事を貼ったボードを設置したうえで、進行アナウンサーが記事の概要を紹介するなど、コーナーの構成を若干変更。
  - 2014年9月29日からの抜本的な見直しで、8時台の大半を当コーナーに時間を割くことになる。同時に「ふくトピ」のタイトルは廃止された。「いざニュースへ!」とはEPGにおける番組解説で、便宜上用いられているもの。
- いっトク!（ITTOKU!）
  - 生活に役立つ情報を紹介する特集コーナー。「日々の生活がちょっとハッピー&元気になる」ような話題を、幅広く取り上げる。
  - 2014年5月28日からは、吉川がTBS時代の部下・後輩に当たるレギュラーアナウンサー（杉山・山内など）と共に東京都内の街を散策するロケ企画を、水曜に随時放送している。
- ぷく天
  - 根本が担当する天気予報コーナー。1児の母親ならではの視点で、季節の話題などを織り込む[32]。公式サイトでは、視聴者から季節を感じる写真とコメントの投稿を、当コーナー向けに募集している。
    - 通常編成では、8時台は、根本のみで進行。当日の全国の気象概況を伝えた後に、当日の天気で留意することを、気象予報士の立場から「ねもっチェック」（開始当初の名称は「ママ天チェック」）として紹介する。日本国内で異常気象が発生する場合や、発生が予想される場合には、根本が「ぷくトピ」でも気象概況を解説する。
    - 9時台は、国分と共に進行。根本が出演する場合には、「ママ天チェック」に相当するミニコーナーとして、季節の植物を紹介する「ぷく天ガーデン」などを放送する。2015年1月から（2014年は特別編成時）、9時台に1回だけ放送する（後述）。

  - ネット局によっては、番組の全編を通じて、（放送エリアの）天気予報をループ形式で画面の右隅へ時刻と共に表示している（MBSなど）。
- いっぷく8面記字
  - 2015年1月5日から新設。「一文字」を入り口に最新の政治、事件、芸能のニュースを紹介する。杉山が進行。

#### 日替わり企画
- 月曜日：Oh! 悩み〜つ!
  - 2014年10月から放送
- 火曜日：いっぷくクリニック 目からウロコの健康（新）常識
  - 2014年7月1日から放送を開始した企画で、（山内→吉田→）笹川が進行を担当。毎回1つのテーマを設定したうえで、生命に関わりかねない「勘違い」に斬り込みながら、病気や健康に関する最新情報を伝える。また、スタジオに専門医を迎えるため、放送中には視聴者から質問や相談を受け付ける。
- 水曜日：このままじゃもったいない遺産
- 木曜日：出張極ウマ料理人
- 金曜日：先っちょ探偵まっすー
  - 2014年11月から放送。
- 水曜日→不定期（主に週末）：全国の町おこしを応援!いっぷく姉妹都市（「いっトク!」で不定期放送）
  - くまモンや日光金谷ホテルなどのプロデュースに関わった実績を持つ小山が、当番組を代表して、町おこしに取り組む日本全国の自治体との間で姉妹都市協定を調印。そのうえで、調印先の自治体を定期的に訪問するとともに、町おこしの成功に向けた私案を関係者に伝授する。過去に姉妹都市協定を結んだ自治体は、以下の通り。
    - 第1弾：熊本県菊池市（番組開始直前の2014年3月28日に調印）[33]
    - 第2弾：和歌山県田辺市（2014年6月18日調印）[34]

  - 当企画では、姉妹都市協定を結んだ自治体をサービスエリアに含むTBS系列局のアナウンサー1名を、「いっぷく!姉妹都市大使代理」に任命。「いっぷく!姉妹都市大使代理」と書かれた襷を掛けた姿で、小山による当該自治体への訪問ロケに同行する。また、ロケの模様を「いっとく!」で放送する場合には、この襷姿でスタジオへ出演する。

### 最新のニュース（JNN NEWS）
エンディング付近（後期は本編のエンディング後）に報道ブースから放送してきた『はなまるマーケット』から一転して、ニュースキャスターの赤荻（または杉山）がスタジオへ登場。国分（または枡田→吉田、代役の松岡・城島）からの「ニュースをお伝えします。赤荻（杉山）さんお願いします」という呼び掛けを受けて、最新のニュースを2 - 3項目伝える。

### エンディング
当日受け付けたメッセージの中から、国分が「今日のNo.1メッセージ」を発表。ファックスでのメッセージ受付を開始した2014年6月30日以降の放送では、放送中に受け付けたファックスの一部を「今日のNo.1メッセージ」の発表前にまとめて紹介している。

### 過去の企画
全曜日共通のコーナー
- やきたてっ! ぷくパン（PUKUPAN、2014年3月31日 - 6月26日）
  - 各地のパン屋・ベーカリーからの生中継コーナー。当初は8時台の前半と9時台の後半に放送していたが、後に中継枠を9時台の後半に集約。「いっぷく!ザ・ワールド」や他の生中継との兼ね合いで、放送されないこともあった。
  - リポーターには、ハワイ出身のマイケル・リーヴァスを起用。2014年6月2日（月曜日）・3日（火曜日）放送分では、マイケルの里帰りを兼ねて、当コーナーでハワイからの生中継を実施した。その関係で、同月4日（水曜日）には林、同月6日（金曜日）にはマイケル富岡を東京都内からの中継リポーターに起用している[注釈 12]。
  - 当番組を放送するTBS本社と中継先が近い場合には、8時台の中継で紹介したパンを、国分・枡田・岩下・当日の「いっぷく!」ファミリーが9時台の中継でマイケルとやり取りしながらスタジオで実食。LINE上の公式アカウントでは、中継場所の選定の参考にすべく、視聴者から情報を受け付けていた[35]。
- 福だめし
  - データ放送連動型四者択一式ゲームへの参加を通じて応募できるプレゼントコーナーで、吉田がゲームの進行とプレゼントの紹介を担当。プレゼントは、週によって異なる。
  - 番組開始から2014年7月のマイナーチェンジまでの通常編成では、8時台の後半（「いっトク!」後半）と9時台のエンディング付近（ニュースの前後）に実施。マイナーチェンジを機に、9時台のエンディング直前に1回だけ実施するようになった。ただし、マイナーチェンジ以前の放送でも、特別編成の場合に9時台のみの実施にとどめたことがある（後述）。また、緊急時・非常時や「いっぷく!スペシャルウィーク」などの特別企画を放送する場合には休止する。
  - ゲームには、当番組のキャラクター「ぷくちゃん」（詳細は後述）が登場する。ちなみに、『あさチャン!』でも、同様の趣旨で「ぐでたまチャンス!」というコーナーを放送している。
  - デジタル放送対応のテレビでは、当コーナーの開始と同時に、4個のマグカップを映したゲーム画面をデータ放送から自動で表示する。スタジオにも、リモコンのボタンの色に対応した4色のマグカップを用意。そのうちの1個には、「ぷくちゃん」を隠している。参加を希望する視聴者は、「ぷくちゃん」が隠れているカップを予想したうえで、15秒以内にカップと同じ色のボタンを押すことでゲームに参加。予想が的中した場合には20ポイント、外れた場合は10ポイント[注釈 13] を、データ放送を通じてそれぞれ付与する。
  - 予想の受付時間中は、カウントダウン形式で締め切りまでの秒数を画面に表示。ただし、データ放送経由で予想を送信した後には、受付時間中であってもその予想を訂正できないようになっている。なお、「ぷくちゃん」が隠れているマグカップは、締め切りの直後に吉田以外のアナウンサーが取り出す（担当は曜日・時間帯によって異なる）。
  - 累積ポイントが50ポイント[注釈 14] に達した場合には、ゲーム画面にプレゼントへの応募IDを表示。視聴者は、公式サイト内の応募フォームにそのIDと必要な個人情報を入力したうえで、送信することによってプレゼントに応募できる。なお、このゲームは1週間単位で更新されるため、2週目の放送以降は累積状況に関係なくポイントをリセット。その一方で、放送日によっては、不定期で獲得対象のポイント数を2倍に増やすことがある[注釈 15]。
  - 応募IDについては、2014年6月最終週まで、当該週の最終放送（基本として金曜日）の終了と同時にゲーム画面から表示されなくなっていた。同月7月第1週からは、表示期間を翌週最初の放送（基本として月曜日）終了後まで延長するとともに、ハガキによる応募も受け付けている。また、当コーナーの予告中には、直近4回分の正解の色を画面の隅に表示させるようになった。
- いっぷく!トーク（IPPUKU!TALK）
  - 生放送中に旬のゲストをスタジオに迎えるトークコーナー。『はなまるマーケット』の「はなまるカフェ」に相当するコーナーだが、内容や演出は若干異なる。
    - ゲストは、チャイムを合図に、スタジオ中央奥のセットに設けられたドアを開けることによって登場。国分は、スタジオ中央のメインモニター下に置かれた「ぷく袋」から、ゲストにちなんだ物を取り出しながらトークを進行する。また、「はなまるカフェ」後期のように、ゲストにちなんだ写真をメインモニターで随時紹介。話題を転換するたびに、チャイムが2回鳴る。
    - トーク中には、「はなまるカフェ」の“おめざ”のように、ゲストが勧める飲食物を出演者で実食する。ただし、当コーナーでは、パーティーや差し入れなどに持参する“おもたせ”として紹介。最初から“おめざ”を出していた「はなまるカフェ」と違って、トークの途中で、国分か吉田が他の出演者に出す趣向になっている。その一方で、オープニングでは、スタジオセットで栽培したハーブを使ったお茶をマグカップに入れることでゲストをもてなす[5]。なお、過去に登場したゲストと"おもたせ"の情報は、「放送内容一覧」に詳述。
    - 放送中にもゲストへの質問やメッセージを受付。トークの途中には、ゲストが視聴者に教えて欲しいことを示したうえで、CMをはさんで回答を募る企画「お知恵てLINE」を挿入する。当初は受付をLINE上の公式アカウントに限っていたが、5月19日の放送終了後から電子メールでの受付も開始したため、翌20日の放送からタイトルを「IPPUKU!メッセージ」「○○さんのみなさんお知恵て!」に改めた。
    - ファックスでのメッセージ受付を開始した2014年6月30日からは、受け付けたファックスの一部をボードに貼ったうえで、トーク中の質疑応答中に紹介。また、LINEスタンプを利用した二者択一型アンケート企画「いっぷく!国民投票」を、トークの合間に随時実施している。
      - 「いっぷく!国民投票」では、ゲストに関して、「Yes」か「No」で回答できるテーマを設定。LINEを利用する視聴者は、番組公式アカウント上に用意された2種類の「ぷくちゃんスタンプ」から、「Yesスタンプ」か「Noスタンプ」を送信することで投票に参加できる。なお放送上は、投票を受け付けている間に、「Yesスタンプ」と「Noスタンプ」をあしらったイラストをスタジオの映像に挿入。受付時間を終了した直後に、参加者全体における「Yes」と「No」の比率（%）を表示する。なお、「ぷくトピ」の放送中にも、同様の方法でアンケートを実施することがある。
- 岩下的 歳時記
  - 日本の故事来歴に詳しい岩下が、古き良き日本の四季折々の行事や、暦にまつわる粋な話を独自の目線で紹介するテレビコラム。特別編成時・緊急時・非常時を除いて、毎日9時台に放送する。
  - 番組開始から2014年7月のマイナーチェンジまでは、オープニングに和のイメージを前面に押し出したタイトル映像を放送。当コーナーのみ、画面の左上に映る「い」と書かれたマグカップのイラストは「（岩下の）岩」と書かれた湯のみに、マグカップから現れる「ぷくちゃん」のイラストを岩下の顔の画像に差し替えていた。しかし、マイナーチェンジ以降は、「岩下的 歳時記」という赤色のタイトルロゴを画面の左下へ縦方向に表示するだけにとどめている。
  - 岩下は、当日のテーマを毛筆で記した小さな巻紙を左右に広げたうえで、国分・枡田・当日の「いっぷく!」ファミリーを相手に話を始める。そして、「本日のお話はこれまで。おしゃまかしゅうございました」という言葉で、話を締めくくる。なお、当番組では、岩下が取り上げる歳時記への質問をLINE・電子メール・FAXで受け付けている。
- ぷくトピ おかわり
  - エンタメ関連の情報を中心に伝えるミニコーナーとして、2014年6月30日から、日替わり企画の直後に新設。当日発行のスポーツ紙の社会・芸能面から、番組が注目した記事をマイケル・リーヴァスと吉田が紹介するとともに、記事に関連した記者会見などの映像を随時放送する。

曜日別および不定期コーナー
- いっぷく!シンデレラ（月曜日の日替わり企画、2014年3月31日 - 5月26日）
  - 家事や育児に忙しい有名人の奥様がシンデレラになった気分を味わえるように、月曜日パーソナリティーの増田が、限られた時間の下に奥様をデート気分でもてなすロケ企画。増田は、奥様から直々に悩みを聞き出したうえで、「心と体の解放感」を提供するプランの立案や関係先の撮影許可交渉などの役割を一手に担っていた。
  - 過去のゲストと、放送したプランの概要は「放送内容一覧」に詳述。渡辺美奈代をゲストに迎えた第2回（2014年4月7日放送分）からは、増田に対して「デート中に1回は（ゲストの）奥様の名前を呼び捨てる」というルールを課していた。なお、最終回では、火曜日ファミリーの渡瀬をゲストに迎えていた。
- いっぷくスタイル（水曜日の日替わり企画、2014年4月2日 - 6月18日）
  - 女性が気になるさまざまなトレンド情報を紹介していたコーナー。流行に敏感で、女性誌を中心に「ママモデル」として活躍する前述のナビゲーターが、VTRロケを通じて注目度急上昇中の情報を伝えていた。
- いっぷく!ザ・ワールド（IPPUKU! THE WORLD）
  - JNN海外支局からの生中継コーナー。毎回1か所の支局から、支局員が現地の生活事情に関するレポートを伝える。枡田がスタジオ進行を担当。字幕には、「JNN」のロゴと、「いっぷく!ザ・ワールド from（支局の地名）」が入る。
- NEWS増田貴久の弟子にして下さい!（月曜日→金曜日の日替わり企画、2014年6月 - 10月）
  - 当時月曜ファミリーの増田が、あらゆる世界のプロに弟子入りしたうえで、家庭で使えるテクニックを潜入調査。（視聴者のメインターゲットに想定している）主婦にとって有意義な情報を伝えるとともに、“男” として新たなステージを目指す。なお、過去の弟子入り先は「放送内容一覧」に詳述。
- いっぷく知恵袋 知恵ぷく!（水曜日の日替わり企画、2014年7月2日 - 9月）
  - 番組で調べて欲しいことを視聴者から募ったうえで、毎回1つのテーマについて、「調査員」と称するリポーターがVTR取材に赴く。
- まんぷくキッチン（木曜日の日替わり企画、2014年4月 - 9月）
  - 「毎日の食卓がちょっとハッピーになる」というレシピを提案する料理コーナー。曜日ごとに、1名のプロ料理人・料理研究家（行正り香など）が、「今月のシェフ」として月替わりで登場する。放送で紹介したレシピは、放送終了後に クックパッド上の公式キッチン で改めて紹介。2014年6月24日までは、火曜日にも放送されていた。
  - 吉田による進行と、「今月のシェフ」によるスタジオでの調理を通じて、「今夜使える定番のおかず」から「おしゃれなおもてなし料理」までとっておきのレシピを紹介する。出演者が両腕を頭の上で○字状に掲げながら、「今日は（調理のポイント）でまんぷく!」と言ってコーナーを締めくくることが特徴。
- おでかけ福ナビ（金曜日の日替わり企画、2014年4月 - 9月）
  - 週末に家族で、平日にママ友同士で行きたくなる場所を、山内のリポートで紹介するコーナー。近日オープン予定の店舗、行列ができるほど人気の高い店舗、「女性を成長&刺激する」という場所を取り上げる。飲食店を紹介する場合には、その店舗で販売中の飲食物を、リポートの後に他の出演者が実食。放送週によっては、岩下・枡田・吉田などのレギュラー陣がロケに加わることもある。
  - 2014年5月から9月まで、金曜ファミリーの大久保によるロケ企画「人気ブロガーKayoCoが行く」を、月に1回のペースで放送。大久保はこの企画専用の、TBSの公式サイトで「おでかけ大好き!KayoCoのブログ」を開設した。

## 番組キャラクター
- ぷくちゃん
  - タイトルロゴには、前述のマグカップから顔を両目から上だけのぞかせているイラストを使用。当番組の放送中には、「福だめし」、CM明けのミニ映像、他コーナーのタイトルロゴなどに登場するほか、一部の映像では声も聴ける。
  - 2014年9月29日のリニューアル以降は、殆ど登場しなくなった。
  - TBSのキッズ向けポータルサイト「ブーブ★キッズ」では、当番組の開始を前に、「ぷくちゃん」が登場する「いっぷく!シャッフルゲーム」を公開している。

## ネット局と放送時間
| 放送対象地域  | 放送局                    | 系列    | 放送時間（JST）        | 備考・脚注  |
| ------------- | ------------------------- | ------- | ---------------------- | ----------- |
| 関東広域圏    | TBSテレビ（TBS）          | TBS系列 | 平日 8時00分 - 9時55分 | 【制作局】  |
| 北海道        | 北海道放送（HBC）         | TBS系列 | 平日 8時00分 - 9時55分 | -           |
| 青森県        | 青森テレビ（ATV）         | TBS系列 | 平日 8時00分 - 9時55分 | -           |
| 岩手県        | IBC岩手放送（IBC）        | TBS系列 | 平日 8時00分 - 9時55分 | -           |
| 宮城県        | 東北放送（TBC）           | TBS系列 | 平日 8時00分 - 9時55分 | [ 注釈 16 ] |
| 山形県        | テレビユー山形（TUY）     | TBS系列 | 平日 8時00分 - 9時55分 | -           |
| 福島県        | テレビユー福島（TUF）     | TBS系列 | 平日 8時00分 - 9時55分 | -           |
| 山梨県        | テレビ山梨（UTY）         | TBS系列 | 平日 8時00分 - 9時55分 | -           |
| 新潟県        | 新潟放送（BSN）           | TBS系列 | 平日 8時00分 - 9時55分 | -           |
| 長野県        | 信越放送（SBC）           | TBS系列 | 平日 8時00分 - 9時55分 | -           |
| 静岡県        | 静岡放送（SBS）           | TBS系列 | 平日 8時00分 - 9時55分 | -           |
| 富山県        | チューリップテレビ（TUT） | TBS系列 | 平日 8時00分 - 9時55分 | -           |
| 石川県        | 北陸放送（MRO）           | TBS系列 | 平日 8時00分 - 9時55分 | -           |
| 中京広域圏    | CBCテレビ（CBC）          | TBS系列 | 平日 8時00分 - 9時55分 | [ 注釈 17 ] |
| 近畿広域圏    | 毎日放送（MBS）           | TBS系列 | 平日 8時00分 - 9時55分 | -           |
| 鳥取県 島根県 | 山陰放送（BSS）           | TBS系列 | 平日 8時00分 - 9時55分 | -           |
| 岡山県 香川県 | 山陽放送（RSK）           | TBS系列 | 平日 8時00分 - 9時55分 | -           |
| 広島県        | 中国放送（RCC）           | TBS系列 | 平日 8時00分 - 9時55分 | -           |
| 山口県        | テレビ山口（tys）         | TBS系列 | 平日 8時00分 - 9時55分 | -           |
| 愛媛県        | あいテレビ（itv）         | TBS系列 | 平日 8時00分 - 9時55分 | -           |
| 高知県        | テレビ高知（KUTV）        | TBS系列 | 平日 8時00分 - 9時55分 | -           |
| 福岡県        | RKB毎日放送（RKB）        | TBS系列 | 平日 8時00分 - 9時55分 | -           |
| 長崎県        | 長崎放送（NBC）           | TBS系列 | 平日 8時00分 - 9時55分 | -           |
| 熊本県        | 熊本放送（RKK）           | TBS系列 | 平日 8時00分 - 9時55分 | -           |
| 大分県        | 大分放送（OBS）           | TBS系列 | 平日 8時00分 - 9時55分 | -           |
| 宮崎県        | 宮崎放送（MRT）           | TBS系列 | 平日 8時00分 - 9時55分 | -           |
| 鹿児島県      | 南日本放送（MBC）         | TBS系列 | 平日 8時00分 - 9時55分 | -           |
| 沖縄県        | 琉球放送（RBC）           | TBS系列 | 平日 8時00分 - 9時55分 | -           |

## コラボレーション企画
- 公式サイト内の「本日の衣装」では、枡田が当番組で着用した衣装の情報を、放送後に画像付きで詳しく紹介。ファッション誌『美人百花』内の連載企画[幸福美女図鑑]にも掲載される。
- TBS系列で2014年4月27日から6月22日「日曜劇場」枠で放送していた『ルーズヴェルト・ゲーム』連続ドラマ版とのコラボレーション企画として、劇中で社長秘書・仲本有紗（演：檀れい）が細川社長（演：唐沢寿明）に出すのにふさわしい「秘書スイーツ」のアイデアを、放送期間の前半まで視聴者から公式サイト経由で募集。受け付けたアイデアの一部を、第8話（6月13日放送分）以外の全話で実際に採用した。
- 「ななつ星in九州」からの生中継（前述）は、JR九州からの全面協力の下に、2014年の夏休み特別企画として放送（詳細は放送内容一覧を参照）。放送初日（8月12日）の番組表には、放送内容の説明文行頭の文字を縦に読むと、「いこうななつ星」になるという工夫が施された[注釈 18]また、「ななつ星」が停車する宮崎駅のプラットホームから実施した2日目（13日）の生中継には、戸敷正（宮崎市長）が特別に出演[37]。最終日（15日）には、「ななつ星」が停車する阿蘇駅の構内から、当番組で初めての全編生中継を実施した（後述）。

## 特別企画
- 2014 FIFAワールドカップ期間中の2014年6月24日（火曜日） - 6月27日（金曜日）の4日間（いずれも通常編成）には、「いっぷく!スペシャルウィーク」として、「がんばるアナタに毎日当たる! 夏のボーナス現金10万円プレゼント」と称する企画を毎日実施した。この企画では、8時台に専用の電話番号で視聴者からの応募を受け付けた後に、9時台で国分が当日のキーワードを発表。エンディングでは、プレゼントの当選者に対して、国分がスタジオから電話をかける趣向になっていた[注釈 19]。この期間中には、「いっぷく!トーク」「いっとく」の特別版を放送する一方で、「福だめし」を休止した。
- 「ななつ星in九州」からの独占生中継企画最終日の2014年8月15日（金曜日）には、「ぷく天」「JNNニュース」を除いて、阿蘇駅からの全編生中継を実施。中継初日（同月12日）から「ななつ星」へ乗車していた吉川・杉山に加えて、レギュラー陣から国分・枡田・岩下・大久保が、同駅に停車中の「ななつ星」から生中継に登場した（吉川・杉山以外の出演者は前日の放送後から1泊2日で乗車）。また、マイケル・リーヴァスが、「ななつ星」に牛乳を納入する阿蘇駅近辺の牧場からの生中継リポートを担当。「おでかけ福ナビ」では、林が事前収録で同駅周辺の観光地を紹介した。ちなみに、「福だめし」は、吉川・杉山の出演で阿蘇駅のプラットフォーム上から放送。東京のスタジオでは、赤荻・森田が「ぷく天」、赤荻が「JNNニュース」に出演した。

## スタッフ
- 監修：小山薫堂
- 構成：梅沢浩ー、下尾雅美、中村益雄、北島レイ、本松エリ、坂入　武、たむらようこ、武田郁之輔、高木英幸、木南広明、三好千春
- TM：荒木健一
- TD：依田　純、大蔵　聡、井上久徳、南賢　治、山田賢司、藤田栄治
- VE：佐藤公幸、後藤静香、宇津野裕行、金子明通、高橋康弘、野上正樹、荒井秀訓、對馬敏文、鈴木昭平、青木智奈未、榊　聖一
- カメラ：大蔵聡、廣岡達之、中里　子、宮下政人、小笠原朋樹、山本竜也
- 音声：相馬　敦、藤井　忍、藤井勝彦、渡邊　学、稲津貴之、浜崎　健、石堂遼子、宇野仁美、樋口晋作
- 照明：近藤明人、加藤由美子、小林　章、今井尚人、高木　亘、山本和宏、公文大輔、荻原小桃、矢作和彦、高橋　章
- 回線：香取良和、串間章生、佐藤　圭、櫻井克彦、西谷大輔、山本智英
- CG：松原貴明、梅澤智仁 赤坂グラフィックアート
- 中継：東通
- デジ盛り：安田英史
- データ放送：柳内啓司、黒須威之
- 編集：TBSテックス、エフエフ東放
- 効果：アックス
- TK：後藤リカ、窪田賢子、三浦涼子、木村エリカ、桑島晴美、立石望美
- 美術プロデューサー：飯田　稔
- 美術デザイナー：坂根洋子、三須明子
- 美術制作：鈴木直美、五島章弘、平原道夫
- メカシステム：濱口利行
- 装置：佐藤恵美、篠原丈裕
- 装飾：川原栄一
- 電飾：吉田晶子
- 植木装飾：菊地起矢
- 協力：美人百花、鳴海製陶、アーツポート企画、Flying Saucer、ZWILLING J.A.HENCKELS、タチカワブラインド、永島服飾株式会社、Aoyama Flower Market、IWC、CONFECT
- 制作協力：ジャニーズ事務所
- リサーチ：喜多あおい
- 編成：保津章二
- 宣伝：井田香帆里
- AP：小野裕子、甲坂　舞
- フロア：杉浦翔太
- 制作進行：鈴木千春、清宮之禎、南泰　信
- お天気：渡辺　充、鈴木隆之、千葉朋絵、徳田敏明
- ディレクター：友清規介、峯岸葉子、三原以緒吏、長谷部奈美、氏家綾香、磯谷直行、福田真衣、小林秀行、黒木富之、藍澤和広、磯野友宏、北澤貴保、葛西孝之、山本有人、飯岡慶一郎、植松直子、星野広翔、大島清広、大家幸子、馬場あづさ、新井大輔、津宏　典、小川雄野、佐川直子、高橋淳生、鈴木重徳、矢野　哲、石郷岡真実子、増田有記、五條ゆかり、樋口康平、山口佳織、黒木富之、志賀竜介、峯岸葉子、斉藤崇爾、山本有人、丸峯加菜子、三原以緒吏、成田　岳、馬場あづさ、野口誠史、中山正弘、山内尚文、花田憲明、角田信之、武井一祐、佐治　洋、成田　岳、斉藤崇爾、鈴木香里、塩野梨絵、梶川里紗、金原永知、阪本亮介、小森あずみ、峯岸葉子、山本有人、畑舞　香、三原以緒吏、馬場あづさ、桂田いちこ、山口哲郎、兼島　誠、野口勝広、市原和歌子、山本有人、山﨑剛行、下田勝美、小栗　涼、馬場あづさ、根布長綾、船津奈那、畑舞　香、黒木富之、斉藤崇爾、新井大輔、樋口康平、成田　岳、桂田いちこ、霧生圭太、千木良万岐、飯岡慶一郎、新井大輔、松　本忍、桂田いちこ、大山祐美、一丸大輔、藪内康博、三原以緒吏、黒木富之、斉藤崇爾、畑　舞　香、相馬信雄、見崎陽亮、氏家綾香、樋口康平、成田　岳、奥山雄太郎、和佐田幸弘、植木一実、鈴木重徳
- チーフディレクター：尾崎義史、大久保光規、山木忠従、小原貴明、紙谷常二、新井康孝、相楽充弘、小原貴明、佐藤誠二、水津敏志哉、相楽充広、佐々木順一、大久保光規、水津敏志哉、首藤光典、三杉雪江、紙谷常二
- プロデューサー：西垣佑亮、王堂健一、山根孝之、曺琴　袖、山本一雄、朝倉靖晶、水野剛寿
- チーフプロデューサー：佐野　香、中鉢　功
- 制作：佐藤朋子
- 製作著作：TBS